# Záblatí (Bohumín)
Záblatí (polsky Zabłocie německy Sablath) u Bohumína, mnohem častěji nazýváno Bohumín-Záblatí nebo prostě jen Záblatí, je třetí největší městskou částí Bohumína. Žije zde přibližně 2 100 obyvatel. Do jednotného Bohumína bylo integrováno v roce 1974.

## Název
Výklad názvu Záblatí je jednoduchý. Bylo to místo „za blátem“, tj. rozsáhlými bažinami dnešního Nového Bohumína (dříve Šunychlu) a Skřečoně.

## Historie
První písemná zmínka o Záblatí pochází z roku 1229, avšak pojí se k němu mnohem starší historie. Dokazují to archeologická naleziště z lokalit Na pískách a Na úvoze, kde byly objeveny předměty z mladší i starší doby kamenné, které patří k jedinečným památkám České republiky.

## Osobnosti
- Klement Šťastný, vojín ČS armády, příslušník delimitační komise, zabit při výkonu služby

## Galerie

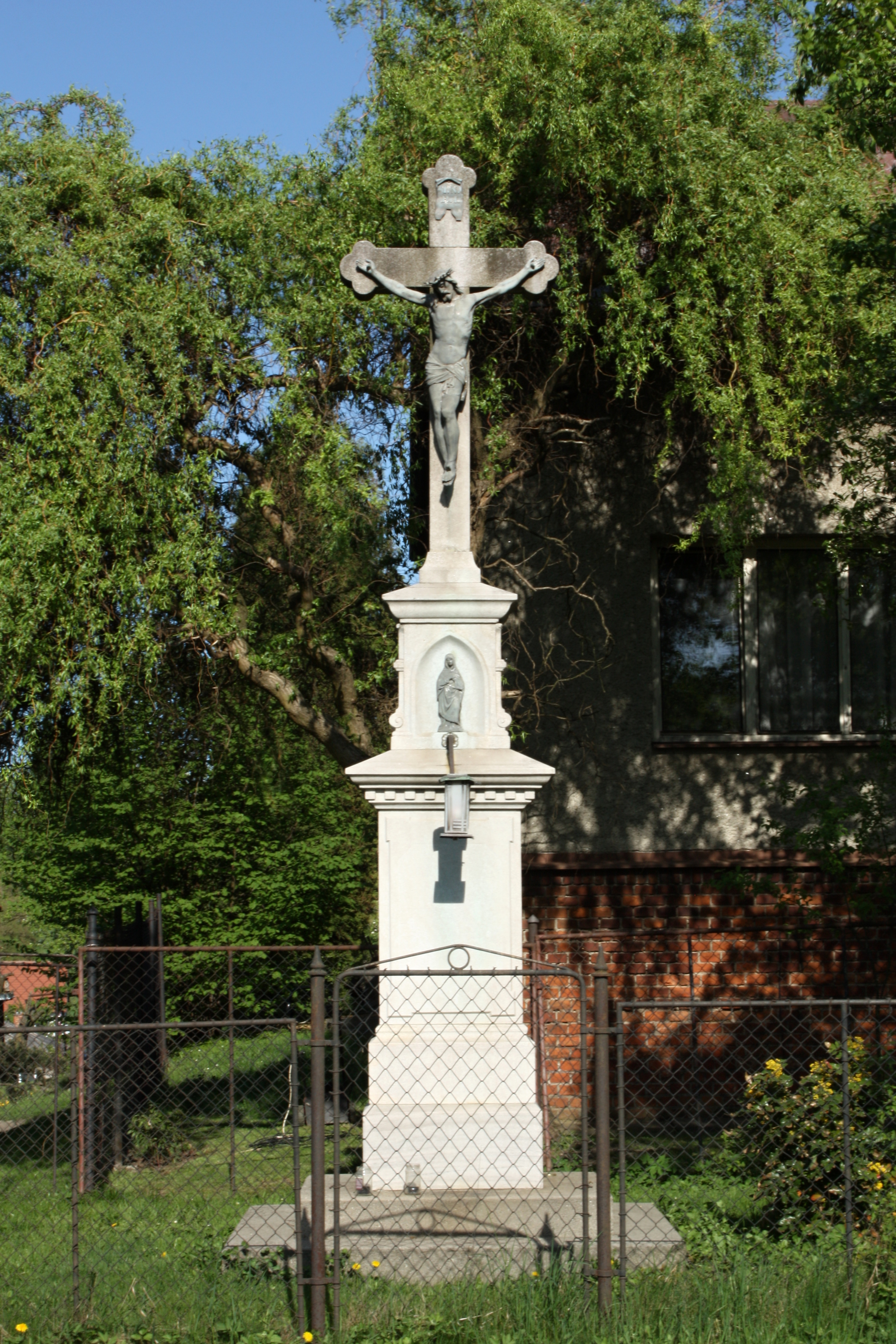
Kříž u cesty
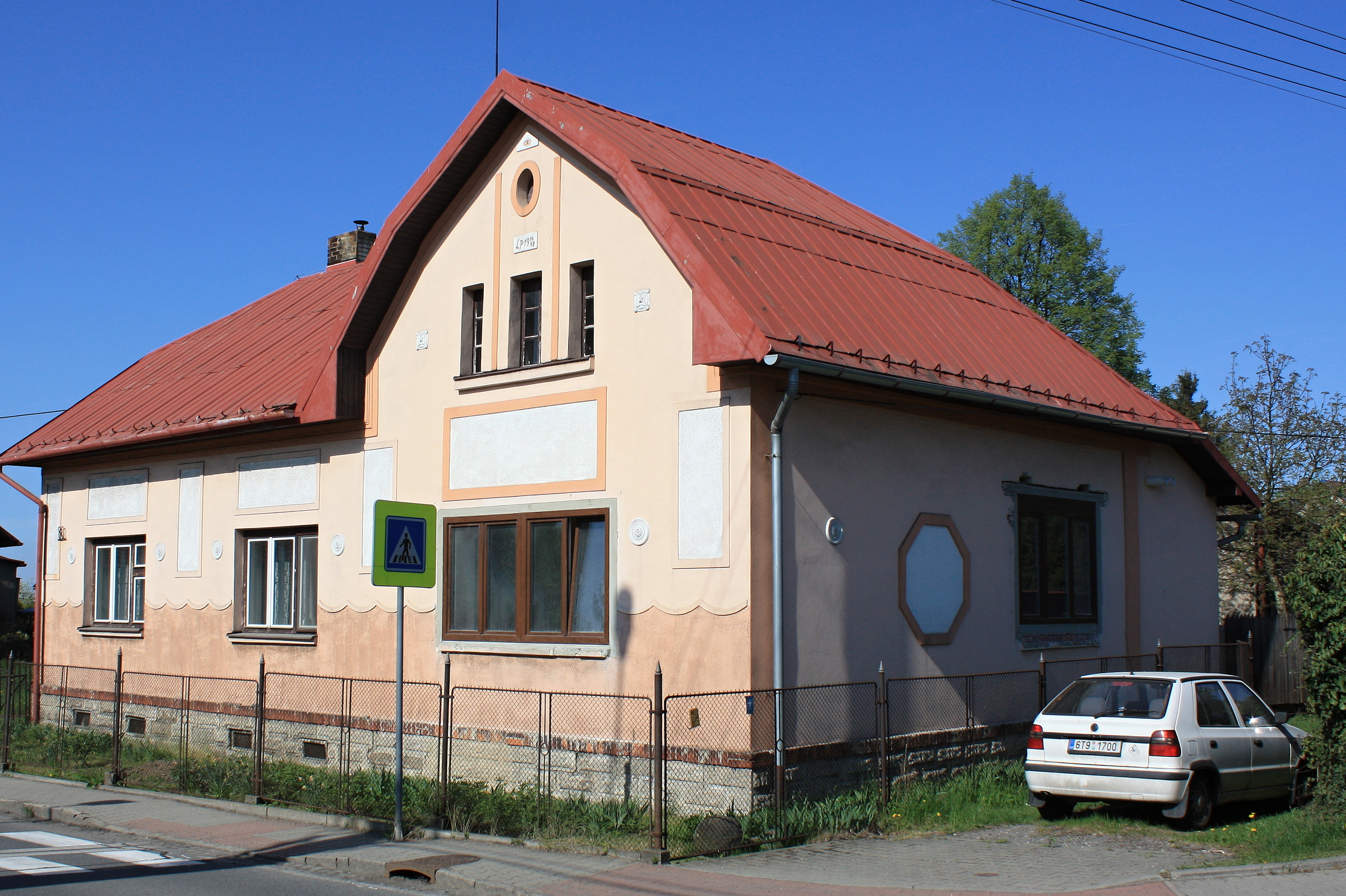
Dům č. p. 80
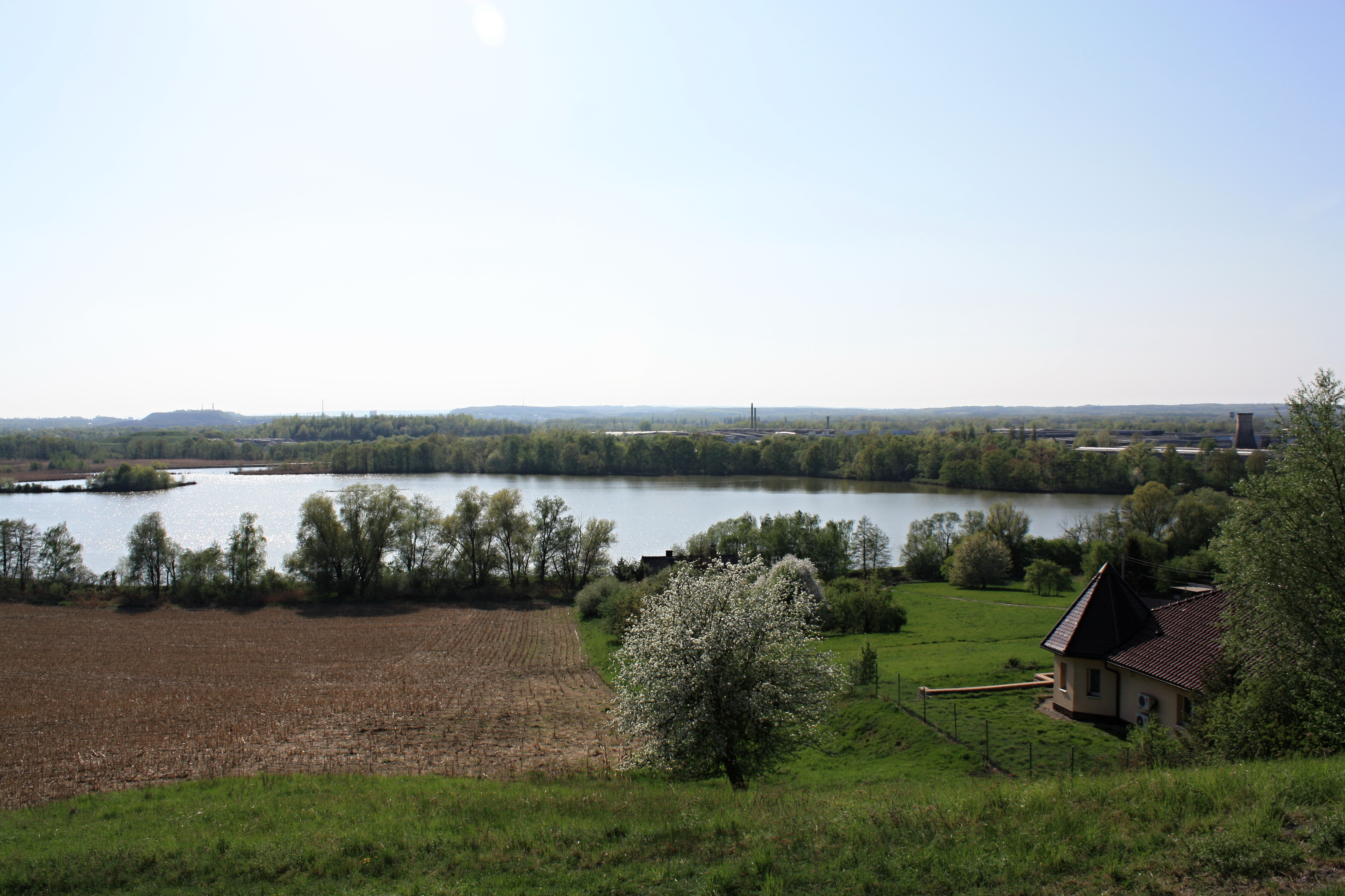
Záblatský rybník
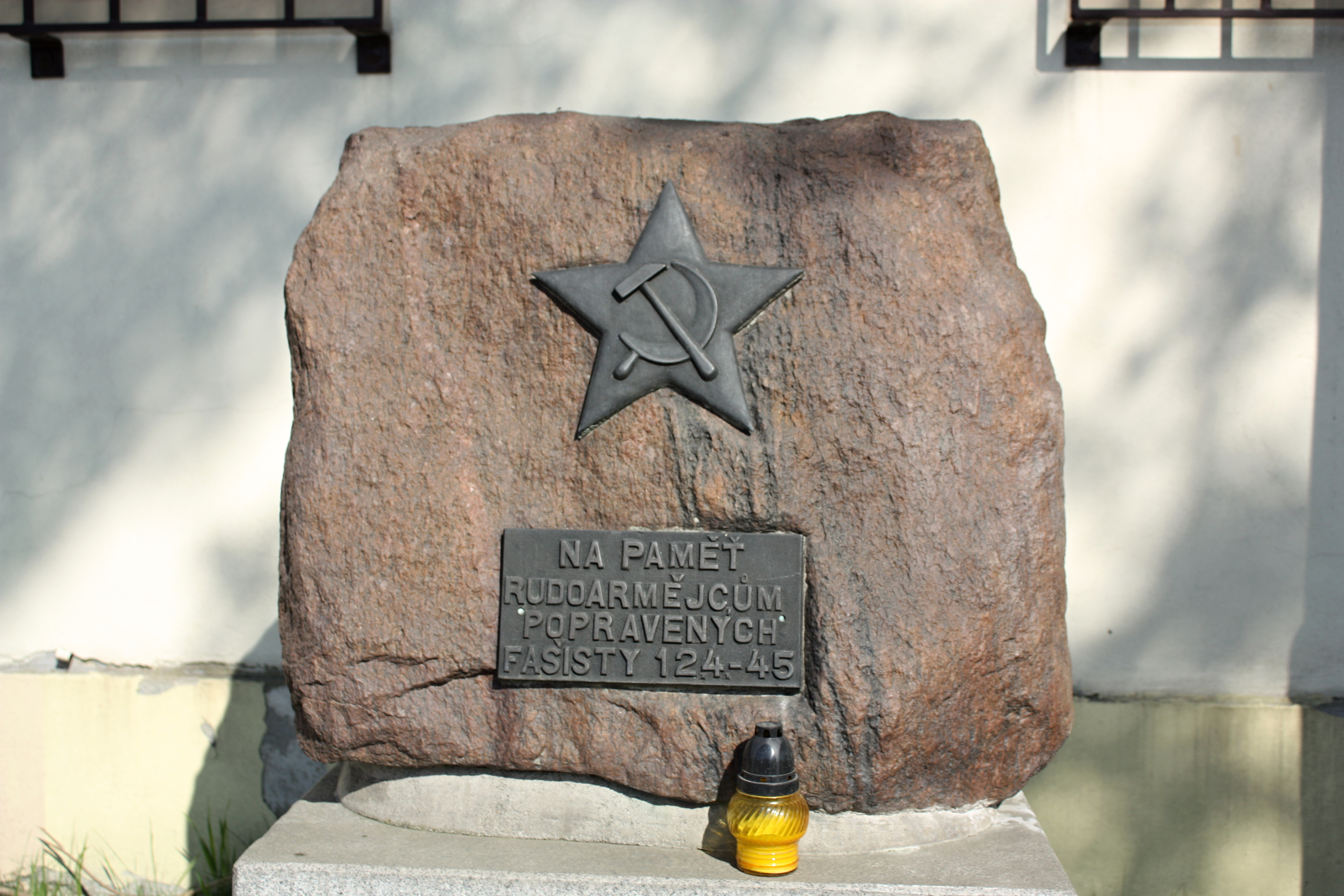
Pomník popraveným rudoarmějcům před poštou
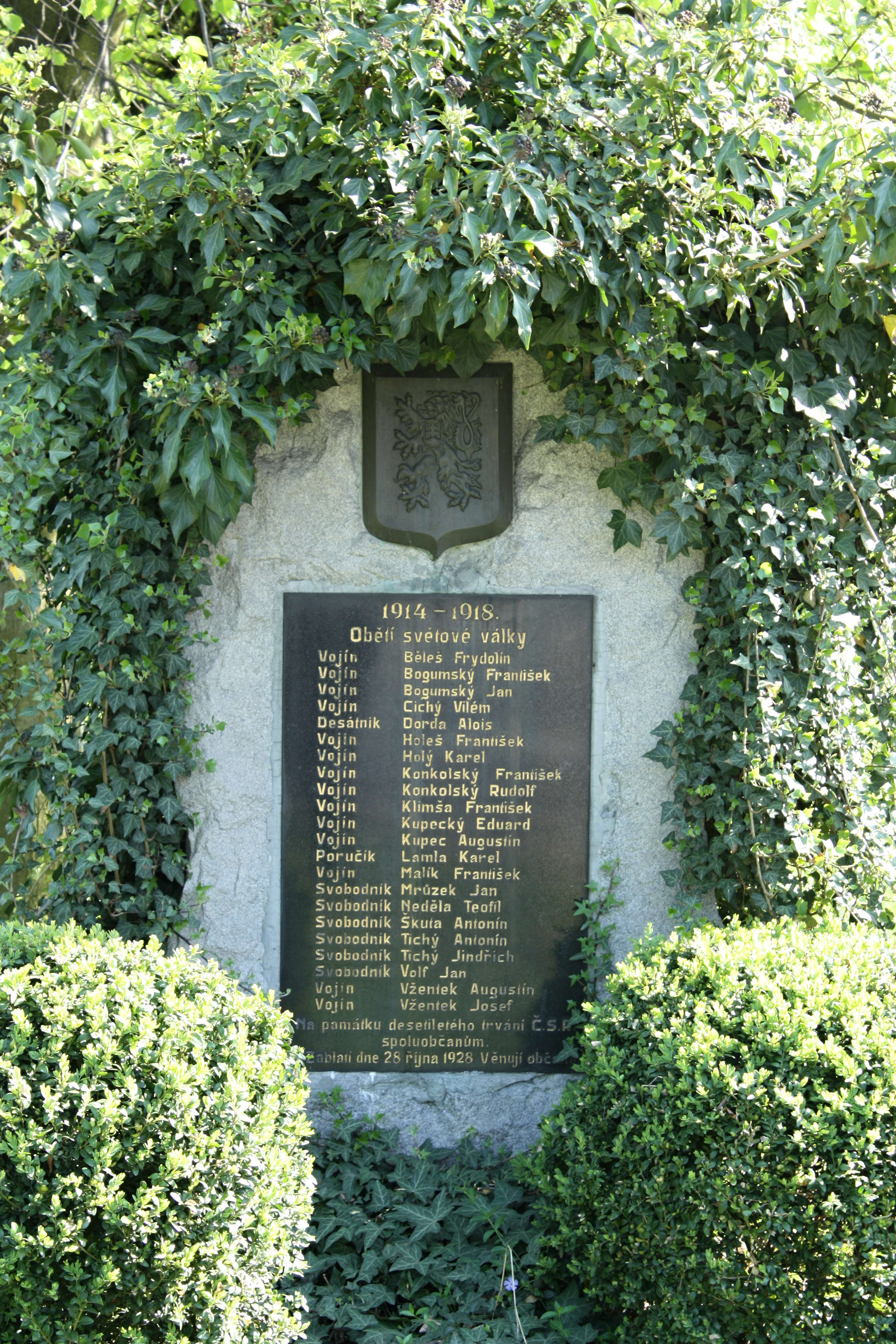
Pomník padlým
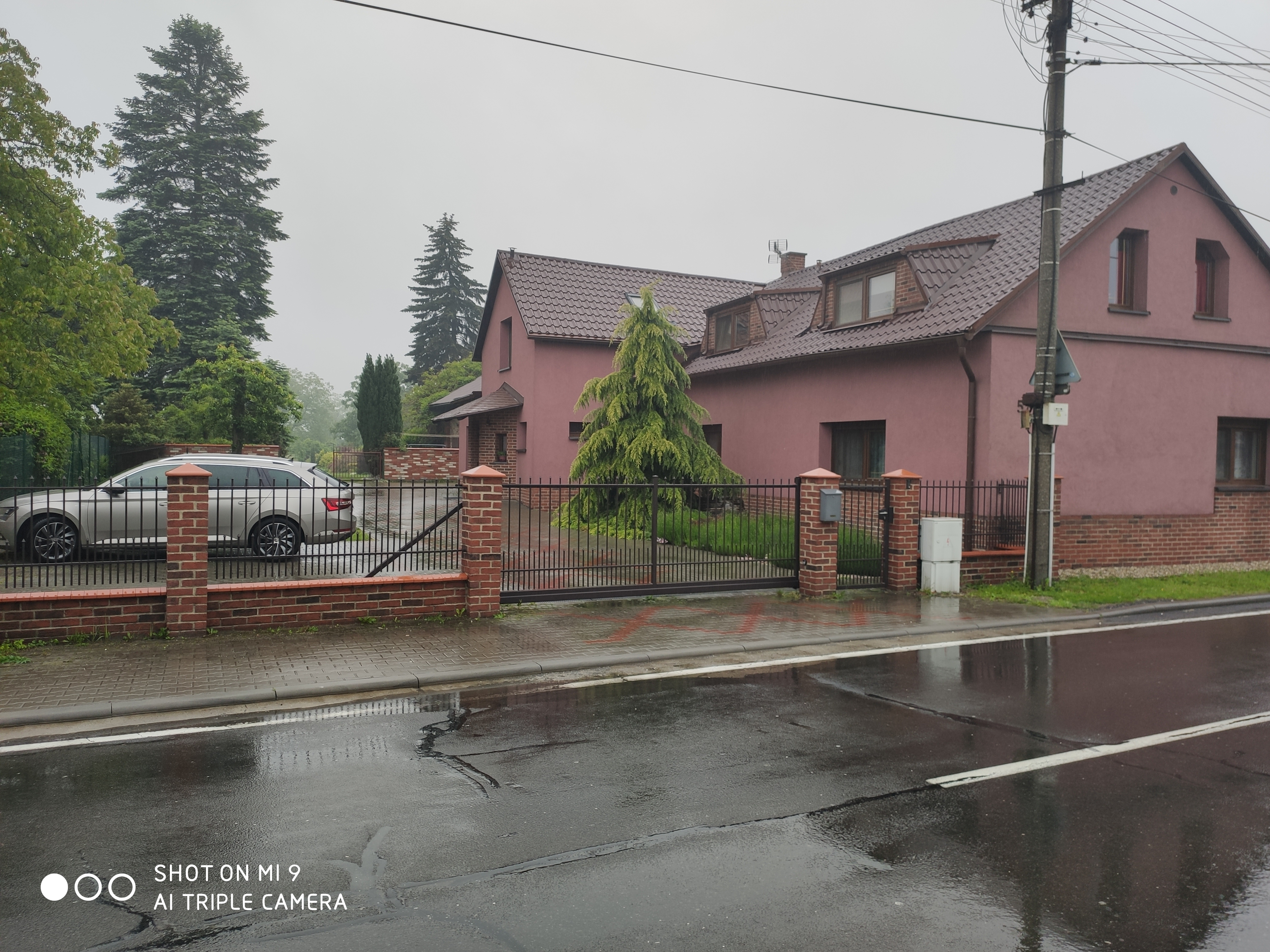
Dům č. p. 57